# Nina Erauw
Nina Erauw, née à Roux-Lez-Charleroi le 16 septembre 1917 et décédée le 26 janvier 2008, est une ingénieure industrielle, résistante et déportée belge.

## Enfance et formation
Originaire de la région de Charleroi, où sa famille est installée depuis plusieurs générations, Nina Erauw grandit dans une famille d'industriels. Son grand-père a été directeur général des verreries Les Glaces de Charleroi et son père directeur de la verrerie de L’Étoile et ensuite de Courcelles-Nord. À l'âge de 7 ans, elle déménage avec sa famille vers la France, à Orléans, où son père devient directeur d'une usine de caoutchouc.
Elle passe le baccalauréat à 16 ans et souhaite faire des études de médecine mais son père s'y oppose (« Tu n’es qu’une fille et tu dois tirer de toi le maximum »), lui préférant une carrière dans les sciences industrielles. Elle entre alors à la Sorbonne, dans une faculté essentiellement masculine (2 étudiantes pour 80 étudiants),. Elle y passe deux candidatures en un an et obtient une licence en mathématiques à l'âge de 19 ans.
De retour en Belgique en 1938, elle travaille avec Joseph Regnier dans une usine de métallurgie à Jette : Les tubes à ailettes.
Ses premiers engagements politiques datent sans doute de la période de la Guerre d'Espagne. Une partie de sa famille, espagnole du côté paternel, a été fusillée dans la région de Barcelone par les franquistes. Certains de ses amis proches partent pour combattre en Espagne et Nina Erauw participe à des récoltes pour aider le camp républicain.

## Entrée dans la résistance
À la fin de l'été 1940, des membres de la résistance contactent Nina Erauw, par l'intermédiaire des Anglais. Son éducation par une mère trilingue (français-néerlandais-anglais) et ses nombreux contacts professionnels avec des industriels de la Ruhr contribuent à son recrutement. On lui confie comme mission première de feindre de participer à l'effort de guerre allemand mais, surtout, de mettre sur pied des actions de sabotage.
Elle reçoit ses instructions par l'intermédiaire de Joseph Regnier, son patron, qui est aussi Commandant de réserve du génie, affilié à un groupe Service de Renseignements et d’Action (SRA) et membre de plusieurs réseaux de résistance.
Nina Erauw collabore, dans un premier temps, à des émissions radio et permet d'envoyer des messages à Londres. Elle cache aussi, dans sa maison de Jette, des aviateurs anglais, canadiens et américains. Sous le pseudonyme de « Berthe Bernard », elle entre dans des réseaux de résistance tels que Tegal et Benoît 910. Récupération de parachutages d'armes, création d'engins explosifs, Nina Erauw mène plusieurs actions de résistance. Sa première véritable mission consiste à jouer le rôle d'une femme de chambre dans un hôtel d'Anvers pour espionner un officier de la Kriegsmarine. Munie d'un appareil photo, elle capture plusieurs documents confidentiels. Elle apprend à manipuler les armes mais il lui arrive aussi d'opérer des parachutistes blessés.

## Arrestation
Nina Erauw est arrêtée une première fois en 1942 à Angoulême. On la soupçonne alors de faire du marché noir mais est relâchée après 24h de garde à vue.
En 1943, elle et plusieurs officiers de la résistance sont arrêtés à son domicile bruxellois. Libérée après 48h de cachot et plusieurs interrogatoires, elle doit alors se soumettre à des contrôles réguliers de la GFP (Geheime Feldpolizei, police d’occupation visant la Résistance). Nina Erauw est alors « mise en veilleuse » par son réseau qui la pense « grillée ».
Le lundi 13 septembre 1943, elle est arrêtée lors de son contrôle hebdomadaire par la GFP. Dénoncée par un officier belge de son voisinage avec qui elle avait échangé des documents à en-tête de son entreprise, elle est soumise à la torture (coups, brûlures, ongles arrachés, privations de nourriture...). Son existence est alors faite de séjours à la prison de Saint-Gilles, dans les bureaux de la Gestapo ou dans le cachot de la rue Traversière.
Quelques semaines plus tard, elle est jugée par le tribunal de la Luftwaffe dont le siège se trouvait à l'Hôtel Palace place Charles Rogier. Nina Erauw est alors condamnée à mort Nacht und Nebel (NN).

## Déportation
Le 12 février 1944, Nina Erauw est menottée, enchaînée à une compagne et placée de force dans un train vers l'Allemagne. Enfermée dans un premier temps dans la forteresse d'Essen, les premiers bombardements alliés et ses revendications pour de meilleures sources d'alimentation font qu'elle est déplacée dans un camp disciplinaire en Westphalie, à Meysun.
De retour à Essen, la ville est à nouveau bombardée et Nina Erauw est transférée à Berlin en train vers la prison de Moabit. Ensuite, elle est envoyée le 23 mars à Kreutzburg (Haute-Silésie), à 30 km de Cracovie, dans une prison de prisonnières politiques belges et françaises. Avec quelques-unes des prisonnières, elles sont désignées pour le travail forcé dans un grand domaine nazi à proximité de la prison.
À l'automne 44, avec l'arrivée de l'armée russe, la prison est évacuée. Les 20 novembre 1944, un train emmène les prisonnières vers le camp de Ravensbrück,. Là, elle travaille, entre autres, pour l'entreprise Siemens, mais vit aussi l'enfer du camp de concentration : coups de schlague, réveils brutaux, froid glacial, marches forcées, humiliations...
Nina Erauw est libérée le 25 avril 1945 par la Croix-Rouge suédoise. Départ pour la Suède en passant par le Danemark puis vers Bruxelles. De retour en Belgique, elle devient traductrice-interprète au Commissariat belge au rapatriement.

## Engagements
Meurtrie dans sa chair et affaiblie, Nina Erauw a le sentiment d'avoir une dette et décide de venir en aide aux autres pour « participer à la reconstruction d’un monde meilleur » : « Après avoir bénéficié d'une telle chance, cela me paraissait indécent de vivre caché[e]. Je devais me mettre au service des autres. Ce n'était pas une obligation, mais un besoin... ».
Nina Erauw contribue à identifier les prisonnières politiques belges du camp de Ravensbrück et crée aussi un sanatorium pour les anciens prisonniers. Elle devient aussi cheffe de service aux Archives de guerre jusqu'en 1971 où elle prend sa retraite anticipée pour raisons de santé. Elle perpétue la mémoire des déportés autour du Groupe Mémoire (en) avec des anciens déportés comme Arthur Haulot, Raymond Itterbeek ou Paul Halter.
Retraitée, Nina Erauw crée alors l'ASBL Infor Femmes Wavre, devenue ensuite Infor Famille Brabant wallon. Il s'agit d'un centre de planning familial qui vient en aide aux publics sur des thèmes comme la contraception, l'éducation sexuelle, l'alcoolisme...
En compagnie de son époux, Fernand Erauw (1914-1997), lui aussi ancien déporté dans le camp de concentration d'Esterwegen dans lequel il a fondé la loge maçonnique « Liberté chérie »,, Nina Erauw a aidé à développer la maçonnerie féminine dans le Brabant wallon au sein de la loge du Droit Humain.